# Ilha de Tinharé

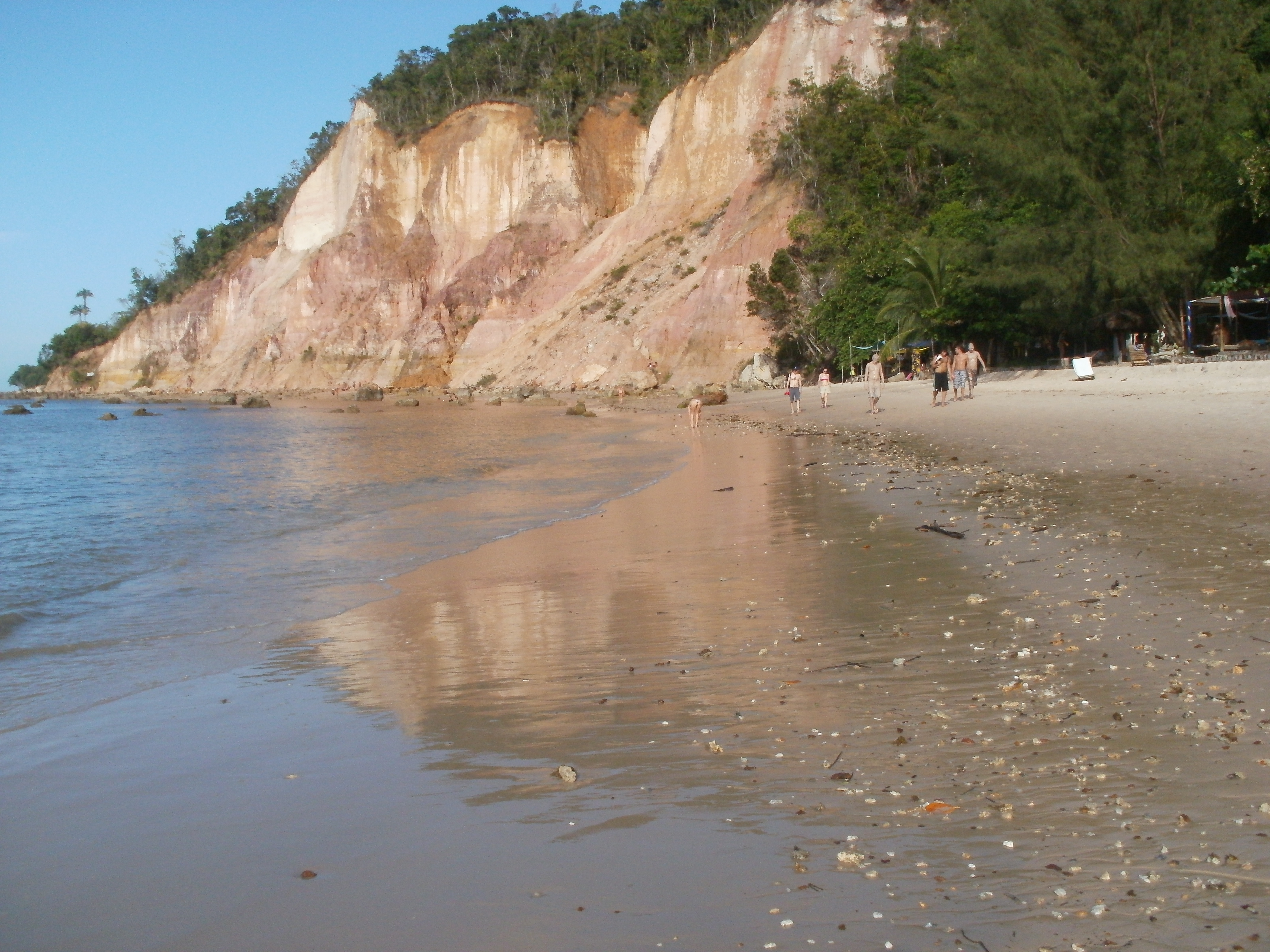
Praia da Argila, em Gamboa, Ilha de Tinharé.

A ilha de Tinharé localiza-se no município de Cairu, no litoral do estado brasileiro da Bahia, com cerca de 400 km2 e quatro povoados: Morro de São Paulo, Garapuá, Gamboa e Galeão.
É conhecida desde 1531, quando Martim Afonso de Sousa avistou, dando o nome de Tynharéa.  Em 1630, foi construído um forte para defender a capital baiana e o Recôncavo Baiano. Logo após, foi construída uma capela à Nossa Senhora da Luz, em Morro de São Paulo, e também a Igreja de São Francisco Xavier, em Galeão .
No Morro de São Paulo, o povoado de Tinharé é acessível via catamarã a partir da capital Salvador ou de barco pelo rio que passa pelo município de Valença. Vizinha encontra-se a ilha de Boipeba, ambas pertencentes ao município de Cairu.
A ilha oferece praias onde se encontram restaurantes com comidas típicas da Bahia, principalmente frutos do mar. Existem diversas pousadas e hotéis, além de lojas de artesanato local, constituindo-se em um dos pontos turísticos mais visitados da região Nordeste do Brasil pelas suas praias, coqueirais e povoados com características culturais tradicionais, além de matas, morros e rios da Mata Atlântica.
O nome de Tinharé para a ilha é de origem tupi, estando presente em um vocabulário da língua tupi de 1612.